# Kenneth Kristensen Berth
Kenneth Kristensen Berth (født 3. februar 1977 i Odense) er en dansk cand.mag. og politiker, der fra 2010 er medlem af regionsrådet i Region Hovedstaden og Vallensbæk Kommunalbestyrelse. Han var fra 2015 til 2019 medlem af Folketinget, valgt for Dansk Folkeparti. Han havde tidligere været medlem af Folketinget som stedfortræder for Søren Espersen i 2011 og 2014.

## Liv og karriere
Kenneth Kristensen Berth blev sproglig student fra Odense Katedralskole i 1996, bachelor i historie i 2000 og cand.mag. i historie og samfundsfag fra Aarhus og Københavns Universitet i 2002. Han har fra 2002 arbejdet på Dansk Folkepartis sekretariat på Christiansborg som politisk-økonomisk medarbejder, politisk assistent og specialkonsulent.
Berth har været opstillet til Folketinget i 1998, Folketingsvalget 2001 Folketingsvalget  2007 og 2011, til Europa-Parlamentet i 1999, 2004 og 2009 og til Københavns Amtsråd i 2010, men blev ikke valgt. Ved valget i 2007 blev han første stedfortræder til Folketinget. Det gjorde han også ved valget i 2011. I 2009 blev han valgt til regionsrådet i Region Hovedstaden og til Vallensbæk kommunalbestyrelse. Han har to gange været medlem af Folketinget for Dansk Folkeparti som stedfortræder for Søren Espersen nemlig den 22. februar - 6. marts 2011 og igen 22. oktober - 7. november 2014.
Fra 1999 til 2007 var Berth landsformand for Dansk Folkepartis Ungdom, den længst siddende formand for en politisk ungdomsorganisation i nyere tid. Han har været medlem af Dansk Folkepartis hovedbestyrelse siden 1999.
Berth, Morten Messerschmidt, Ulrik Karpf og andre blev i 2003 ved Østre Landsret idømt 14 dages betinget fængsel for racisme på grund af en valgplakat i DFU's ungdomsblad vendt mod et multietnisk samfund; plakaten kædede blandt andet muslimske indvandrere sammen med "massevoldtægt" og "bandekriminalitet".
Ved folketingsvalget den 18. juni 2015 blev Berth valgt ind i Folketinget. Han fik i december 2016 kritik for på tv at sige om flygtninge, der sejlede over Middelhavet: "Du må ikke sejle inden for denne territorialgrænse, hvis du gør det, bliver du enten beskudt, eller også bliver du vendt om og sejlet tilbage", og på værtens efterfølgende spørgsmål: "Vil det sige, at hvis de kommer ind over en vis sømilegrænse, så kan man skyde på dem?", svarede: "Ja, for eksempel". Han blev ikke valgt ind ved folketingsvalget 2019.

## Familie
Berth er gift med ergoterapeut Carina Kristensen Berth. Parret har to døtre og en søn.